# Fahrenheit 11/9
Fahrenheit 11/9 ist ein politischer Dokumentarfilm des US-amerikanischen Filmemachers Michael Moore, der den unerwarteten Wahlsieg von Donald Trump am 9. November 2016 zum Anlass nimmt, die politische Lage der Demokratie in den USA zu untersuchen. Er kritisiert dabei sowohl Vertreter der republikanischen als auch der demokratischen Partei und stellt junge Politikerinnen und Aktivisten in den Vordergrund. Der Film wurde am 6. September 2018 auf dem Toronto International Film Festival uraufgeführt. Fahrenheit 11/9 spielte weltweit 6,7 Millionen US-Dollar ein, was eines der niedrigsten Einspielergebnisse in Moores Karriere darstellt. Von der Kritik wurde der Film überwiegend positiv aufgenommen.

## Titel
Der Filmtitel bezieht sich auf die amerikanische Datumsnotation, bei der erst der Monat und anschließend der Tag genannt wird. Dementsprechend benennt der Titel den 9. November. An diesem Tag wurde im Jahr 2016 Donald Trumps Sieg bei den Präsidentschaftswahlen verkündet. Der Titel stellt zugleich einen Rückgriff auf Moores 2004 erschienene Dokumentation Fahrenheit 9/11 dar, der sich auf die Terroranschläge am 11. September 2001 bezog. Beide Filmtitel wiederum nehmen Anklang am Titel des dystopischen Romans Fahrenheit 451 von Ray Bradbury.

## Inhalt
Nach der Wahl, deren Ausgang Michael Moore so prognostizierte, werden Erklärungen präsentiert, wie das möglich war. Seine Thesen: Trump habe eigentlich gar nicht kandidieren wollen, sei in das Rennen um die Nominierung als republikanischer Kandidat eher hineingeschlittert und habe dann mit Forderungen nach dem Abzug amerikanischer Soldaten aus Afghanistan und Irak die Demokraten links überholt. Das Establishment der demokratischen Partei habe ihn völlig unterschätzt und zugleich die existentiellen Nöte vieler Amerikaner ignoriert, diese Menschen missachtet. Die demokratischen Präsidenten Clinton und Obama hätten keine deutlich sozialere Politik als Reagan und die Bushs gemacht. Die Anzahl der Drohnenmorde sowie der Verurteilungen von Whistleblowern seien nie höher als unter Obama gewesen.
Dass für Republikaner wie Demokraten die Interessen von Investoren wichtiger als die Gesundheit der Bevölkerung seien, erläutert Moore am Skandal um die Wasserversorgung seiner Heimatstadt Flint. Der republikanische Gouverneur Rick Snyder hatte statt des bisher sauberen Wassers aus dem Huron-See ab April 2014 kontaminiertes Flusswasser ins Leitungsnetz einspeisen lassen. Diese Änderung wurde beschlossen, da eine neue Pipeline gebaut werden sollte. Interessant ist, dass laut Moore die neue Pipeline nicht nötig gewesen sei. Sie sei nur gebaut worden, da sie den Investoren und Wahlkampfsponsoren Snyders nutzt. Das Flusswasser enthielt eine hohe Bleikonzentration. Bereits wenige Tage nach der Änderung der Wasserquelle erkrankte die Bevölkerung. Die Kinderärztin Dr. Mona Hanna Attisha stellte erhöhte Bleiwerte bei den Kindern fest. Extrem erhöhte Bleiwerte bei Bluttests wurden auf Veranlassung des Gesundheitsamts nach unten manipuliert. Problematisch ist auch die Verseuchung des Wassers mit Legionellen, die die sog. Legionärskrankheit verursachen. Mehrere Menschen sind daran verstorben. Moore zeigt ein weiteres Problem auf: Da es eine relativ arme Stadt ist, können die Bewohner nicht wegziehen und müssen, falls sie sich sauberes Wasser kaufen wollen, auf andere Grundlagenversorgung wie Medikamente oder Windeln verzichten. Zusätzlich verweist Michael Moore darauf hin, dass die Bevölkerung der Stadt hauptsächlich afroamerikanisch ist, wodurch die sogenannte Wasserkrise eine rassistische und somit menschenrechtswidrige Komponente bekommt. Die Tatsache, dass die ortsansässige Firma von General Motors wieder das ursprüngliche, saubere Wasser bekam, war für die Bevölkerung zusätzlich enttäuschend und schockierend. Erneut scheinen die Interessen der Wirtschaft wichtiger als die Gesundheit der Bevölkerung. Aber auch Barack Obama habe die Menschen enttäuscht, indem er zwar Gelder zusicherte, sich aber auf die Seite der Verharmloser geschlagen habe. Der Film zeigt zwei Szenen aus Flint, bei denen Obama ein Glas Leitungswasser fordert und vorgibt, daraus zu trinken. Moores Kommentar merkt jedoch an, dass Obama lediglich die Lippen ans Glas setzte und nichts trank.
Am Beispiel des gegen den Willen der Gewerkschaftsführung fortgesetzten und schließlich erfolgreichen Lehrerstreiks, der im März 2018 in West Virginia begann und auf Kentucky und Oklahoma übergriff, zeigt Moore die Macht solidarisch handelnder Lohnabhängiger. Die Lehrer hatten ihren Streik erst beendet, nachdem auch dem übrigen Schulpersonal und den Schulbusfahrern Lohnerhöhungen sowie mehr Geld für das Bildungswesen zugesagt worden waren.
Die massenhaften und landesweiten, von Schülern über Social Media selbst organisierten Demonstrationen, der March for Our Lives und Auftritte der jungen Aktivisten in den Medien nach dem Schulmassaker von Parkland, sollen Hoffnung machen, dass die junge Generation einen Politikwechsel hin zu den Interessen der Mehrheit durchsetzen wird.
Auch in der demokratischen Partei gebe es erfolgreichen Widerstand gegen die Bemühungen der Parteiführung, Kandidaten ihrer Wahl durchzusetzen. Konkurrenzkandidatinnen haben ihre Kandidatur gegen als unanfechtbar geltende langjährige Kongressmitglieder durchgesetzt. Ein verhinderter Kandidat hat sich im (mitgeschnittenen) Gespräch von einem führenden Demokraten bestätigen lassen, dass die Parteiführung linksliberale Kandidaten verhindern will.
Moore hinterfragt das amerikanische System der Mehrheitswahl (der Gewinner der Mehrheit der Stimmen in einem Bundesstaat erhält alle Wahlmännerstimmen dieses Bundesstaats), bei dem jemand Präsident werden kann, ohne die Stimmen der Mehrheit der Bürger (Popular Vote) gewonnen zu haben.
Timothy Snyder wird zu Parallelen zu despotischen Regimes befragt. Dazu werden Szenen von Adolf Hitler mit Reden von Trump unterlegt.

## Deutschsprachige Kritik
Die deutschsprachigen Zeitungen reagierten recht unterschiedlich auf den Film. Hanns-Georg Rodek schreibt in der Welt, es habe „noch keinen so differenzierten Moore gegeben“, Matthias Kolb von der Süddeutschen Zeitung findet ihn, vor allem im Vergleich zu seinem Vorgänger Fahrenheit 9/11, „überraschend reif und ambitioniert“. Karl Gaulhofer von der österreichischen Tageszeitung Die Presse meint, der Film sei eine „vertane Chance“ und Moore verzettele sich „mit linkem Lagerkampf und irren Verschwörungstheorien“. Andreas Borcholte vom Spiegel findet den Film „so deprimierend wie unterhaltsam“, kritisiert jedoch den übertriebenen Alarmismus der Hitler-Analogie und meint, der Film würde noch mehr Wucht entfalten, „wenn Moore auf seinen Reisen durch das gebeutelte Land auch Trump-Sympathisanten Raum gegeben hätte, um auch ihre Positionen zu reflektieren – und damit seinen Film und seine berechtigten Sorgen und Mahnungen auch für dieses Publikum zu öffnen.“ Tim Caspar Boehme von der taz meint, Moore sei in den Momenten inhaltlich am stärksten, in denen er den Wasserversorgungsskandal in Flint aufrolle, bei den Montagen der Anschläge auf das World Trade Center mit dem Reichstagsbrand sei er „wieder tief im Verschwörungstheorienreich. Moore bleibt eben Moore.“

## Faktenüberprüfung des Films
Bezüglich der Trinkwasserkrise in Flint merkte die englischsprachige Website "The Dispatch Fact Check" an, dass sich Präsident Obama seinerzeit nicht über die Trinkwasserkrise lustig gemacht habe. Präsident Obama sprach vor seinem Nippen an Trinkwasser davon, dass Tausende Trinkwasserfilter verteilt worden seien, um die Auswirkungen des kontaminierten Wassers zu mildern und dass diese Filter bei korrekter Anwendung bis zu 99 % des Bleis aus dem Trinkwasser entfernen könnten. Er habe, wenn man den Gesamtkontext betrachtet, hierdurch auch die Trinkwasserkrise nicht verharmlosen wollen, was insbesondere durch die Aussage
"Now, I say that not to make light of the situation."
übersetzt in etwa:
"Nun, ich sage dies nicht, um die [bestehende] Situation zu verharmlosen."
untermauert werden könne. Die Website folgerte:
"It is clear from viewing Obama’s comments in context that he did not “ma[ke] fun of the flint water crisis and moc[k] the people who suffered and died from it.” Rather, in requesting and drinking water he demonstrated to Flint residents that filtering their water made it safe for drinking. His comments about lead consumption were intended to reassure people that their children likely wouldn’t suffer long-term health consequences from drinking the city’s water before its toxicity was realized."
übersetzt:
"Wenn man sich die Aussagen Obamas im Zusammenhang betrachtet, wird klar, dass er sich "nicht über die Trinkwasserkrise in Flint lustig machte und die Menschen verspottete, die unter ihr litten und starben". Vielmehr demonstrierte er durch seine Forderung nach einem Glas Trinkwasser und das Trinken des Wassers den Bürgern von Flint, dass sie durch das korrekte Filtern ihres Leitungswassers ihr Wasser trinksicher machen konnten. Seine Kommentare zur Bleiaufnahme waren dazu gedacht, den Menschen zu versichern, dass ihre Kinder wahrscheinlich keine bleibenden Gesundheitsschäden davontragen würden, die Leitungswasser tranken, bevor die Toxizität des Wassers entdeckt wurde."
Ähnliches führt auch die Website "FactCheck.org" aus: Im Januar 2016 habe Präsident Obama eine Notstandserklärung für Michigan unterschrieben, die es ermöglichte, Staatsmittel zu transferieren, um die entstandene Krise zu lösen. Obama habe auch im Dezember 2016 ein Gesetz unterschrieben, das 170 Millionen US-Dollar für Städte bzw. Gemeinden bereitstellte, die mit ähnlichen Trinkwassernotständen zu kämpfen hatten. Flint wurde in diesem Gesetz ausdrücklich als Empfänger der Hilfsmittel benannt; der Stadt wurden sogar ausdrücklich 100 Millionen US-Dollar zugesichert. Freilich merkte auch diese Website an, dass die Antwort der US-Regierung dennoch in der Hinsicht kritikwürdig sei, als dass sie teilweise verspätet erfolgte und beispielsweise eine klare Rollen- bzw. Verantwortlichkeitsverteilung fehlte. Dennoch lautete die Schlussfolgerung, dass die Behauptung irreführend sei, wonach Präsident Obama die Trinkwasserkrise zwar zum Notstand erklärte, sie jedoch nie löste.
Ob in diesem Zusammenhang davon gesprochen werden kann, dass sich Präsident Obama durch seine Aussagen und Handlungen auf die Seite der Verharmloser geschlagen habe, kann also weiterhin kontrovers diskutiert werden.

## Auszeichnungen
Donald und Melania Trump sowie Kellyanne Conway wurden für den Negativ-Filmpreis Goldene Himbeere 2019 nominiert. Donald Trump erhielt den Preis in der Kategorie Schlechtester Schauspieler, Kellyanne Conway in der Kategorie Schlechteste Nebendarstellerin und Donald Trump zusammen mit seiner immer währenden Belanglosigkeit in der Kategorie Schlechteste Filmpaarung.
Michael Moore wurde 2019 beim Writers Guild of America Award für das Beste Drehbuch eines Dokumentarfilms nominiert.